# Promecotheca salomonina
Promecotheca salomonina es una especie de insecto coleóptero de la familia Chrysomelidae.
Fue descrita científicamente en 1937 por Franz Spaeth.